# Rasbora vaterifloris
The Vateria Flower Rasbora or Pearly rasbora (Rasbora vaterifloris) là một loài cá vây tia trong họ Cyprinidae.
Nó chỉ được tìm thấy ở Sri Lanka.